# Pavona clavus
Pavona clavus är en korallart som först beskrevs av James Dwight Dana 1846.  Pavona clavus ingår i släktet Pavona och familjen Agariciidae. IUCN kategoriserar arten globalt som livskraftig. Inga underarter finns listade i Catalogue of Life.